# Trypauchenichthys typus
Trypauchenichthys typus é uma espécie de peixe da família Gobiidae e da ordem Perciformes.

## Morfologia
- Os machos podem atingir 18 cm de comprimento total.
- Número de vértebras: 40-41.[4][5]

## Habitat
É um peixe de clima tropical e demersal.

## Distribuição geográfica
É encontrado na Ásia: nas Filipinas e Indonésia.

## Observações
É inofensivo para os humanos.